# Galenus-von-Pergamon-Preis
Der Galenus-von-Pergamon-Preis (kurz Galenus-Preis) ist ein zweigliedriger Wissenschaftspreis, der seit 1985 die pharmakologische Forschung in Deutschland fördert. Seinen Namen verdankt die Auszeichnung dem einflussreichen Arzt Galenos von Pergamon, der im 2. Jahrhundert n. Chr. lebte.

## Strukturen, internationaler Hintergrund
Zunächst jährlich verliehen, änderte sich 1992 der Vergaberhythmus auf zweijährlich. Der ursprüngliche Name Claudius-Galenus-Preis wurde zugleich in den heute gültigen geändert. Seit 2009 wird der Preis wieder jährlich verliehen.
Getragen wird der Preis von einer internationalen Stiftergemeinschaft. Stiftungsmitglieder sind die jeweils führenden Medizinverlage der teilnehmenden 15 Länder. Erstmals wurde er 1970 in Frankreich vergeben.
In Deutschland vertritt der Springer Medizin Verlag die internationale Stiftergemeinschaft und stiftet den nationalen Preis. Die Preisträger werden von einem 12- bis 16-köpfigen Gremium aus renommierten Fach-Wissenschaftlern (darunter Marylyn Addo, Erland Erdmann, Tanja Fehm, Michael Hallek, Joachim Klosterkötter, Heyo Kroemer und Andreas M. Zeiher) ausgewählt.

## Zweigliedrigkeit der deutschen Auszeichnung
- Arzneimittelinnovationen: In Gestalt einer Medaille wird ein zum Zeitpunkt der Einreichung in Deutschland zugelassenes, besonders innovatives Arzneimittel gewürdigt. Seit 2009 ist dieser Preis zusätzlich unterteilt in die Kategorien Primary Care, Specialist Care und ab 2014 auch in Orphan Drugs.
- Grundlagenforschung: Mit einer Medaille und 10.000 Euro wird eine Forschungsleistung in der klinischen und/oder experimentellen Pharmakologie gewürdigt, die außerhalb der pharmazeutischen Industrie erbracht wurde.

## Preisträger

### Arzneimittelinnovationen
Mit den Preisen für innovative Arzneimittel wurden ausgezeichnet:
- 1985: Das Wurmmittel Praziquantel gegen Schistosomiasis (Bilharziose)
- 1986: Sandimmun mit dem Wirkstoff Ciclosporin A, ein Immunsuppressivum
- 1987: Der erste ACE-Hemmer Captopril
- 1988: Das erste rekombinante Vakzin Gen H-B-Vax, Impfstoff gegen Hepatitis B
- 1989: Das Muskelrelaxans Dantrolen
- 1990: Das erste Mittel gegen HIV Retrovir, mit dem Wirkstoff Zidovudin (Azidothymidin).
- 1991: Das Parkinson-Arzneimittel Movergan mit dem Wirkstoff Selegilin
- 1992: Die Frühchen-Arznei Survanta aus Lungenphospholipiden (Surfactant)
- 1993: Der Impfstoff HIB-Vaccinol, der erste in Deutschland eingeführte Hib-Konjugat-Impfstoff.
- 1995: Das Diagnostikum Echovist (Galactose), das weltweit erste industriell hergestellte Ultraschall-Kontrastmittel
- 1997: Losartan, als erster Angiotensin-II-Rezeptorantagonist
- 1999: Das Anti-Craving-Medikament Campral mit dem Wirkstoff Acamprosat
- 2001: Der monoklonale Antikörper Palivizumab zur Prophylaxe schwerer Lungenkrankheiten
- 2003: Das Antibiotikum Zyvoxid mit dem Wirkstoff Linezolid
- 2005:  Velcade mit dem Wirkstoff Bortezomib, ein Proteasomhemmer für die Therapie von Patienten mit Multiplem Myelom
- 2007: Das Krebsmittel Avastin mit dem monoklonalen Antikörper Bevacizumab als erstem Angiogenese-Inhibitor

#### Primary Care
- 2009: Procoralan (Wirkstoff: Ivabradin) zur Therapie von Patienten mit koronarer Herzkrankheit
- 2010: Pradaxa (Wirkstoff: Dabigatran), Antikoagulans
- 2011: Prolia (Wirkstoff: Denosumab), Indikation: Osteoporose
- 2012: Gilenya (Wirkstoff: Fingolimod), Indikation: Multiple Sklerose
- 2013: Xifaxan (Wirkstoff: Rifaximin), ein Breitbandantibiotikum bei hepatischer Enzephalopathie
- 2014: Tecfidera (Wirkstoff: Dimethylfumarat) bei schubförmig remittierender Multipler Sklerose
- 2015: Selincro (Wirkstoff: Nalmefen), Opioidsystem-Modulator bei Alkoholabhängigkeit[2]
- 2016: Jardiance (Wirkstoff: Empagliflozin), Indikation: Diabetes mellitus Typ 2[3]
- 2017: Entresto (Wirkstoffe: Sacubitril und Valsartan), Indikation: symptomatische chronische Herzinsuffizienz[4]
- 2018: Zinplava (Wirkstoff: Bezlotoxumab), Indikation: Vorbeugung des Wiederauftretens einer Infektion mit Clostridium difficile[5]
- 2019: Shingrix, Indikation: Impfstoff gegen Gürtelrose[6]
- 2020: Rybelsus (Wirkstoff: Semaglutid), Indikation: Diabetes mellitus
- 2021: Comirnaty (Tozinameran/SARS-CoV-2-Impfstoff) von BioNTech und Pfizer zur aktiven Immunisierung von Personen ab 16 Jahren zur COVID-19-Prävention.[7]
- 2022: Forxiga (Wirkstoff: Dapagliflozin), Indikation: chronische Niereninsuffizienz; Jardiance (Wirkstoff: Empagliflozin), Indikation: chronische Herzinsuffizienz
- 2023: Qdenga, Indikation: Dengue-Impfstoff
- 2024: Nirsevimab (Beyfortus®), Indikation: passive Immunisierung gegen RSV für Gesund-, Reif- und Frühgeborene sowie für Säuglinge mit Grunderkrankungen.

#### Specialist Care
- 2009: Orfadin (Nitisinon) zur Behandlung von Tyrosinämie Typ 1
- 2010: Removab (Wirkstoff: Catumaxomab), Antikörper bei malignem Aszites
- 2011: NPlate (Wirkstoff: Romiplostim), Indikation: idiopathische thrombozytopenische Purpura
- 2012: Zelboraf (Wirkstoff: Vemurafenib), Antikörper bei metastasierendem malignen Melanom
- 2013: Kalydeco (Wirkstoff: Ivacaftor) gegen Mukoviszidose und Perjeta (Wirkstoff: Pertuzumab), Indikation: Bestimmte Formen des Mammakarzinoms
- 2014: Sovaldi (Wirkstoff: Sofosbuvir) bei Hepatitis C
- 2015: Xofigo (Wirkstoff: Radium-223-Dichlorid), Indikation: Knochenmetastasen bei Prostatakrebs[2]
- 2016: Keytruda (Wirkstoff: Pembrolizumab) und Opdivo (Wirkstoff: Nivolumab), PD1-Hemmer[3]
- 2017: Cinqaero (Wirkstoff: Reslizumab) bei schwerem eosinophilen Asthma bronchiale[4]
- 2018: Hemlibra (Wirkstoff: Emicizumab), Indikation: Hämophilie A und Antikörper gegen Faktor VIII[5]
- 2019: Reagila (Wirkstoff: Cariprazin), Indikation: Schizophrenie[6]
- 2020: Ondexxya (Wirkstoff: Andexanet alfa), Indikation: Antidot gegen die Faktor-Xa-Hemmer Apixaban und Rivaroxaban
- 2022: Fetcroja (Wirkstoff: Cefiderocol), Indikation: Infektionen mit multiresistenten aeroben gramnegativen Problemkeimen
- 2023: Pluvicto, Indikation: Prostatakrebs
- 2024: Mavacamten (Camzyos®), Indikation: Therapie der hypertrophen obstruktiven Kardiomyopathie

#### Orphan Drugs
- 2014: Sirturo (Wirkstoff: Bedaquilin), ein für die Kombitherapie zugelassenes orales Antibiotikum gegen MDR-TB (multiresistente TB-Stämme)
- 2015: Translarna (Wirkstoff: Ataluren), bei Duchenne-Muskeldystrophie[2]
- 2016: Kanuma (Wirkstoff: Sebelipase alfa) bei LAL-Mangel (Cholesterinester-Speicherkrankheit)[3]
- 2017: Venclyxto (Wirkstoff: Venetoclax) zur Behandlung von Hochrisikopatienten mit chronischer lymphatischer Leukämie (CLL)[4]
- 2018: Holoclar, ein Stammzelltransplantat für die Augen bei Limbusstammzellen-Insuffizienz, und Spinraza (Wirkstoff: Nusinersen) bei spinaler Muskelatrophie[5]
- 2019: Kymriah (Wirkstoff: Tisagenlecleucel) und Yescarta (Wirkstoff: Axicabtagen-Ciloleucel), CAR-T-Zell-Therapie bei Leukämien und Lymphomen[6]
- 2020: Cablivi (Wirkstoff: Caplacizumab) bei erworbener thrombotisch-thrombozytopenischer Purpura
- 2021: Givlaari (Wirkstoff: Givosiran) von Alnylam zur Behandlung einer akuten hepatischen Porphyrie bei Erwachsenen und Jugendlichen ab zwölf Jahren[8]
- 2021: Zolgensma (Onasemnogen-Abeparvovec) von Novartis Gene Therapies zur Behandlung von Patienten mit 5q-assoziierter spinaler Muskelatrophie (SMA)[9]
- 2022: Oxbryta (Wirkstoff: Voxelotor) bei Sichelzellkrankheit
- 2023: Kimmtrak®, ein bispezifisches Fusionsprotein zur Behandlung von Erwachsenen mit einer Art von Augenkrebs, einem uvealen Melanom.
- 2024: Tabelecleucel (Ebvallo), bei rezidivierter/refraktärer Epstein-Barr-Virus-positiver posttransplantationslymphoproliferativer Erkrankung

### Grundlagenforschung
Mit dem mit 10.000 € dotierten Forscher-Preis wurden folgende Personen ausgezeichnet:
- 1985 Wolfgang A. Günzler (Labor- und Abteilungsleiter bei Grünenthal, Leiter des Projektes „Saruplase“)[10] und seine Arbeitsgruppe (Kategorie B) für „Chemische, enzymologische und pharmakologische Äquivalenz von aus genetisch transformierten Bakterien und menschlichem Harn isolierten Urokinasen“[11]
- 1987: Martin Lohse und Karl-Norbert Klotz aus Heidelberg für die Aufklärung der Wirkung von Agonisten auf Rezeptoren
- 1995: Edgar Schömig und Hermann Russ aus Heidelberg/Würzburg für ihre Arbeiten zur Inhibition des Noradrenalintransportes sowie an Norbert Pfeiffer für seine Arbeiten zur Behandlung des Glaukoms[12]
- 2007: Alexander Dietrich aus Marburg und Norbert Weißmann aus Gießen. Die beiden Arbeitsgruppen des Universitätsklinikums Gießen und Marburg haben eine Schaltstelle der hypoxischen pulmonalen Vasokonstriktion identifiziert: die Funktion des Kationenkanals TRPC6.
- 2010: Kristina Lorenz aus Würzburg für ihre Beiträge zur Erforschung der Herzinsuffizienz
- 2011: Wolfgang Kühn aus Freiburg für seine Forschung um die Entschlüsselung molekularer Mechanismen der autosomal dominanten polyzystischen Nierenerkrankung (ADPKD)
- 2012: Thomas Worzfeld vom Max-Planck-Institut für Herz- und Lungenforschung in Bad Nauheim für Arbeiten zum Plexin-Rezeptor
- 2013: Oliver Groß (Göttingen) für Arbeiten zu ACE-Hemmern beim Alport-Syndrom
- 2014: Christine Skerka und Peter F. Zipfel (Universitätsklinikum Jena und Hans-Knöll-Institut) für Arbeiten zur membranösen proliferativen Glomerulonephritis (MPGN)
- 2015: Jan Eric Siemens (Pharmakologisches Institut der Universität Heidelberg) für Arbeiten zur Schmerzmodulation durch Botenstoffe[2]
- 2016: Michael Potente (Max-Planck-Institut für Herz- und Lungenforschung, Bad Nauheim) für Arbeiten zur Regulation des Blutgefäßwachstums[3]
- 2017: Florian Bassermann (TU München) für Arbeiten zum molekularen Mechanismus, der für die Antitumorwirkung immunmodulierender Substanzen (IMiDs) verantwortlich ist[4]
- 2018: Peter Kühnen und Heike Biebermann (Charité Berlin) für Arbeiten zur Behandlung des Leptin-Rezeptormangels mit Setmelanotid[5]
- 2019: Sonja Schrepfer (Universitäres Herz- und Gefäßzentrum Hamburg) für Arbeiten zur Transplantationsmedizin mit Stammzellen[6]
- 2020: Michael Strupp (Neurologische Klinik der LMU München) für Arbeiten zu einem neuen Therapieprinzip bei lysosomalen Speicherkrankheiten
- 2021: Florian Weinberger (Universitätsklinikum Hamburg-Eppendorf) für Arbeiten zu einem neuartigen regenerativen Therapieansatz bei fortgeschrittener Herzinsuffizienz[13]
- 2022: Timo D. Müller (Helmholtz Zentrum München) für Arbeiten zur Regulation von Gewicht und Nahrungsaufnahme
- 2023: Tobias Petzold (Klinikum der Universität München) für Arbeiten über einen wichtigen Regulator der Thromboseentstehung.
- 2024: Marcus Conrad (Helmholtz Zentrum München) für Arbeiten im Bereich der Ferroptose.